# Tantilla hendersoni
Tantilla hendersoni är en ormart som beskrevs av Stafford 2004. Tantilla hendersoni ingår i släktet Tantilla och familjen snokar. Inga underarter finns listade i Catalogue of Life.
Denna orm är endast känd från en kullig region i centrala Belize. Exemplar hittades vid 580 meter över havet. De upptäcktes i fuktiga skogar. Honor lägger troligtvis ägg som hos andra släktmedlemmar.
För beståndet är inga hot kända. I utbredningsområdet ingår flera skyddszoner. IUCN listar arten med kunskapsbrist (DD).